# Фаргау-Пратьяу
Фаргау-Пратьяу (нім. Fargau-Pratjau) — громада в Німеччині, розташована в землі Шлезвіг-Гольштейн. Входить до складу району Плен. Складова частина об'єднання громад Зелент/Шлезен.
Площа — 23,53 км2. Населення становить 828 ос. (станом на 31 грудня 2020).